# Amiota fissifoliolata
Amiota fissifoliolata är en tvåvingeart som beskrevs av Cao och Chen 2008. Amiota fissifoliolata ingår i släktet Amiota och familjen daggflugor.
Artens utbredningsområde är Yunnan (Kina). Inga underarter finns listade i Catalogue of Life.